# Testo di arrivo
Il testo di arrivo (TA) è un testo scritto, orale o multimodale realizzato mediante la traduzione, a partire da un testo di partenza (TP) in un'altra lingua. Si presume che il testo di arrivo derivi da un testo di partenza seguendo una strategia di traduzione (o insieme di norme), che può variare tra culture, scuole o persino da traduttore a traduttore. Ne consegue che il concetto di “traduzione” può variare da cultura a cultura. Più i testi di arrivo sono conformi alle norme del sistema di arrivo, più possono differire dal testo di partenza. Inoltre, a seconda della funzione che svolgono, possono essere letti come un testo originale nella lingua di arrivo o come una riproduzione fedele del testo originale di partenza.

## Studio del processo di traduzione
Dagli anni cinquanta, diversi approcci linguistici all'analisi della traduzione proposero elenchi dettagliati o tassonomie nel tentativo di classificare il processo di traduzione, definendo le funzioni del testo di partenza e di arrivo.

### Il modello di Vinay e Darbelnet
Jean-Paul Vinay e Jean Darbelnet effettuarono un'analisi stilistica comparativa del francese e dell'inglese. Esaminando i testi in entrambe le lingue, ne rilevarono le differenze e identificarono le due strategie e procedure di traduzione: la traduzione diretta e la traduzione obliqua. Le due strategie comprendono sette procedure, di cui tre di traduzione diretta:
1. Prestito: la parola della lingua di partenza viene trasferita direttamente alla lingua di arrivo. Parole come glasnost e perestroika sono usate in italiano e in altre lingue per colmare una lacuna semantica nella lingua di arrivo.
2. Calco: si tratta di "un tipo speciale di prestito" in cui l'espressione o la struttura della lingua di partenza subisce una traduzione letterale nel trasferimento alla lingua di arrivo.
3. Traduzione letterale: si riferisce a una traduzione 'parola per parola', che Vinay e Darbelnet descrivono come la più comune tra lingue della stessa famiglia e cultura[3].

### La tassonomia di spostamenti di Catford
Il termine “spostamento” affonda le sue origini in “A Linguistic Theory of Translation” (1965) di John Cunnison Catford. Per quanto riguarda la traduzione, Catford opera un'importante distinzione tra corrispondenza formale ed equivalenza testuale:
- Un corrispondente formale si riferisce a una qualsiasi categoria della lingua di arrivo (unità, classe, elemento della struttura, ecc.) che occupi, il più possibile, lo stesso posto nell'economia della lingua di partenza.
- Un equivalente testuale è qualsiasi testo o porzione di testo di arrivo che in una determinata occasione si riveli essere l'equivalente di un dato testo o porzione di testo di partenza[4].

Catford considera due tipi di spostamento: 
1. Spostamento di livello: si riferisce a ciò che è espresso dalla grammatica in una lingua e dal lessico in un'altra
2. I cambiamenti di categoria sono suddivisi in quattro tipi:
  - Spostamenti strutturali: secondo Catford questi sono la forma più comune e comportano uno spostamento nella struttura grammaticale.
  - Turni di classe: comprendono i passaggi da una parte all'altra del discorso.
  - Spostamenti di unità o spostamenti di livello: si tratta di spostamenti in cui l'equivalente di traduzione nella lingua d’arrivo è a un livello diverso rispetto alla lingua di partenza. Il “livello” indica le unità linguistiche gerarchiche di frase, proposizione, gruppo, parola e morfema.
  - Spostamenti intra-sistemici: si tratta di spostamenti che si verificano quando lingua di partenza e di arrivo possiedono sistemi approssimativamente corrispondenti ma in cui la traduzione comporta la selezione di un termine non corrispondente nel sistema della lingua di arrivo[5].

## Teorie della traduzione

### Approccio funzionalista
Le visioni funzionaliste di Katharina Reiss e Hans Vermeer stabiliscono che il testo di arrivo sia determinato dal ruolo che avrà nella cultura di destinazione per il pubblico di destinazione. L'adeguatezza allo scopo in un dato contesto è descritta da norme e convenzioni che operano in una cultura. Poiché la relazione tra testo di partenza e testo di arrivo dipende dallo skopos, non può essere predeterminata da alcuna regola linguistica preconfezionata.

#### Reiss e la varietà testuale
Per Reiss la trasmissione della funzione predominante del testo di partenza è il fattore determinante in base al quale il testo di arrivo viene giudicato. Suggerisce metodi di traduzione specifici in base alla varietà testuale:
1. Il TA di un testo informativo dovrebbe trasmettere l'intero contenuto referenziale o concettuale del TP.
2. Il TA di un testo espressivo dovrebbe trasmettere la forma estetica e artistica del TP.
3. Il TA di un testo operativo dovrebbe produrre la risposta desiderata nel ricevitore TA.
4. I testi audio-mediali richiedono quello che Reiss chiama il metodo "supplementare", ossia parole accompagnate da immagini e musica.

Reiss elenca anche una serie di criteri (Instruktionen) in base ai quali può essere valutata l'adeguatezza di un TA:
1. Criteri intralinguistici: caratteristiche semantiche, lessicali, grammaticali e stilistiche;
2. Criteri extralinguistici: situazione, ora, luogo, destinatario, mittente e ‘implicazioni affettive' (umorismo, ironia, emozione, ecc.)[7].

#### Modello di azione traslazionale
Holz-Mänttäri propone un modello secondo cui la traduzione interlinguistica è "l'azione traduttrice da un testo di partenza" e un processo comunicativo che coinvolge una serie di ruoli e attori:
- Iniziatore: l'azienda o l'individuo che richiede la traduzione.
- Commissario: la persona che contatta il traduttore.
- Produttore TP: l'individuo all'interno dell'azienda che scrive il TP, non necessariamente sempre coinvolto nella produzione del TA.
- Produttore del TA: il/i traduttore/i e l'agenzia o dipartimento di traduzione.
- Utente del TA: la persona che utilizza il TA, ad esempio come materiale didattico o materiale di vendita.
- Destinatario del TA: il destinatario finale del TA, ad esempio gli studenti nella classe di un utente TA o i clienti che leggono la documentazione di vendita tradotta.

Il processo di traduzione si focalizza sulla produzione di un TA che sia funzionalmente comunicativo per il ricevente. Ciò significa, ad esempio, che la forma e il genere del TA devono essere guidati da ciò che è funzionalmente adatto nella cultura del TA, piuttosto che dalla semplice copia del TP. Ciò che è funzionalmente adatto deve essere determinato dal traduttore, l'esperto dell'azione traduttiva e il cui ruolo è quello di assicurarsi che il trasferimento interculturale avvenga in modo soddisfacente.

#### Teoria dello skopos
L'approccio di Reiss e Vermeer si riferisce all'effetto dei testi sul lettore della cultura d'arrivo e viene definito Teoria dello skopos. Questa teoria si concentra soprattutto sullo scopo della traduzione, sui metodi e le strategie traduttive impiegate per produrre un risultato funzionalmente adeguato. Questo risultato è il TA, che Vermeer definisce translatum. Pertanto, secondo Vermeer, essere a conoscenza delle motivazioni per cui un testo di partenza deve essere tradotto e quale sarà la funzione del testo di arrivo è cruciale per il traduttore.
La teoria si basa su regole ordinate gerarchicamente:
1. Un translatum (o TA) è determinato dal suo skopos.
2. Un TA è “un'offerta di informazioni” (Informationsangebot) in una cultura target e TL riguardante un'offerta di informazioni in una cultura di origine e SL[9].
3. Un TA non avvia un'offerta di informazioni in modo chiaramente reversibile.
4. Un TA deve essere internamente coerente.
5. Un TA deve essere coerente con il TP.

### Approccio descrittivo
Per i Descriptive Translation Studies (DTS) la traduzione come prodotto finale è il punto di partenza per descrivere la forma dei testi di arrivo effettivi, o la loro funzione e posizione all'interno della cultura. Questa visione del DTS è orientata al target, ma diversa da quella propagata dagli approcci funzionalisti.

#### Gli studi descrittivi di Toury
Toury si concentra poi sulla ricerca di una metodologia per gli studi descrittivi sulla traduzione. Il suo quadro teorico orientato alla traduzione combina il confronto linguistico tra TP e TA e la considerazione del quadro culturale della traduzione. Il suo obiettivo è quello di identificare i modelli di comportamento nella traduzione e quindi di "ricostruire" le norme all'opera nel processo traduttivo. Questo tipo di approccio è fondamentalmente descrittivo, e gli studiosi che vi lavorano sono principalmente interessati alla comprensione e spiegazione dei fenomeni traduttivi all'interno del sistema letterario, culturale o linguistico. Il testo di arrivo diventa il punto di partenza per lo studio, mentre è il testo di partenza che assume un ruolo subordinato, consultato solo per assistere nel compito di ricostruire il processo decisionale cui si fa ricorso durante l'atto del tradurre, l'estrazione delle norme traduttive sulla base delle relazioni traduttive esistenti. In definitiva, lo scopo degli studi sulla traduzione orientati al testo di destinazione è quello di estrapolare da studi di casi particolari conclusioni su ciò che è generale o universale nel processo di traduzione stesso.

## Il testo di arrivo nelle diverse tipologie di traduzione

### Traduzione della letteratura per l'infanzia
Secondo Klingberg (1986), l’adattamento al contesto culturale serve ad aggiustare il testo al punto di vista del lettore. Nel caso di letteratura per bambini, i testi sono particolarmente adattati agli ipotetici lettori, e dunque il contesto culturale è diverso tra testo di partenza e testo d’arrivo. Per questa ragione il testo d’arrivo diventerà più complesso o meno interessante, se non adeguatamente adattato.

### Traduzione di fumetti
Così come per la letteratura per bambini, i fumetti sono altamente influenzati dalla cultura del testo d’arrivo.

### Traduzione di discorsi politici
Nel caso di autotraduzione da parte di una data istituzione, le traduzioni riproducono fedelmente le ideologie della stessa. Nella traduzione istituzionale in contesti multilingue, il testo di partenza e quello di destinazione talvolta si influenzano a vicenda, risultando in una riscrittura bilingue (ad esempio, Schäffner 2003).

### Traduzione giuridica
Fin dall'inizio dell'era cristiana, a partire da Giustiniano, ha prevalso per secoli la convinzione che il testo giuridico, in virtù della sua stessa autorevolezza, dovesse essere reso nel modo più vicino possibile all'originale, seguendone la formulazione parola per parola, senza riguardo per le regole sintattiche della lingua d'arrivo e senza attenzione alcuna per la chiarezza e la fruibilità immediata del testo tradotto. Quando invece il testo tradotto non è destinato a conservare la forza giuridica del testo fonte, il traduttore ha un grado notevolmente maggiore di discrezionalità. In molti casi, ricorre a una traduzione puntuale, che segue da vicino la struttura e l'organizzazione sintattica del testo fonte, anche a scapito dell'appropriatezza e del rigore formale. Non va dimenticato che in campo giuridico come e più che non in altri settori, il testo tradotto, nonostante l'importanza fondamentale dei fini e dell'uso a cui è destinato, non arriva mai nelle priorità del traduttore a sostituire il testo originale.

## Il testo di arrivo nei cat tools
Nelle Translation Memories dei CAT Tools, il testo d’arrivo è archiviato in un database, segmento dopo segmento. Ne deriva, però, che la traduzione sia piuttosto legata alla struttura del testo di partenza, e la traduzione di dati segmenti può dipendere dallo stile degli autori. Ciò potrebbe causare una traduzione la cui lettura è meno fluida/semplice.

## Multilinguismo e traduzioine
Gli studi sulla traduzione di testi letterari multilingue ha “fatto saltare in aria la tradizionale dicotomia tra testo di partenza e testo di arrivo, così come molte altre nozioni strutturali come la fedeltà e l'equivalenza”. I processi di comunicazione scritta e orale sono per la maggior parte multilingue e oggetto di traduzione multidirezionale. Una volta tradotti, i testi di arrivo perdono il loro status traduttivo e funzionano come un "originale": non sono più visti come una traduzione. I concetti di testo di partenza e testo di arrivo, di originale e traduzione appaiono categorie insufficienti, del tutto fuorvianti perché ogni testo è un collage di tanti testi in più lingue in una catena traduttiva spesso continua.
Il testo di arrivo viene normalmente letto come se l'opera fosse stata originariamente scritta nella lingua d'arrivo, trascurando quasi completamente il contributo del traduttore.